# ناوهایم
ناوهایم (به آلمانی: Nauheim) یک منطقهٔ مسکونی در آلمان است که در گروس-گراو واقع شده‌است. ناوهایم ۱۰٬۱۸۹ نفر جمعیت دارد.